# 春ふたたび
『春ふたたび』（はるふたたび）は宝塚歌劇団によって制作された作品。

## 1970年・雪組
- 正式名称はミュージカル・プレイ[1]『春ふたたび[1]』 1幕[1]
- 5月28日 - 7月1日[1]（新人公演は6月20日[2]）、宝塚大劇場公演[1]
- 併演は『フォリー・タカラジェンヌ[2]』

### 物語
※宝塚100年史の舞台編を参考にした。
生きんがため幼い子を売った母のやすは、領主に出世して帰ってきた息子の藤原道忠と再会。名乗りをあげて母にすがろうとする息子を、自責の念に駆られ、やすは頑なに拒むが・・・。山陰地方の郷土芸能があった。

### スタッフ
- 作・演出：植田紳爾[1]
- 郷土芸能考証：阿古健[1]
- 振付：花柳寿楽[1]
- 作曲：寺田瀧雄[1]
- 音楽指揮：橋本和明[1]
- 装置：渡辺正男[1]
- 衣装：小西松茂[1]、中川菊枝[1]
- 照明：今井直次[2]
- 小道具：上田特市[2]
- 効果：村上茂[2]
- 音響監督：松永浩志[2]
- 演出補：阿古健[2]
- 制作：野田浜之助[2]

### 主な出演

#### 本公演（配役も含む）
- やす：大路三千緒[1]
- 藤原道忠：真帆志ぶき[1]
- 村長：岸香織[1]
- 三郎次：牧美佐緒[1]
- 与五：汀夏子[1]
- ちや：葉山三千子[1]
- よの：摩耶明美[1]

#### 新人公演
- 汀夏子[2]
- 岸香織[2]
- 志都美咲[2]
- 城火呂絵[2]
- 楠かおり[2]
- 順みつき[2]

## 1973年・雪組

### 5月24日 - 6月3日
公演場所は福岡スポーツセンター。
併演は『サンライズ・アゲイン』。
主なスタッフは植田紳爾。

### 8月15日 - 8月22日
公演場所は高山、小緒、甲府、青梅
併演は『サンライズ・アゲイン』。
主なスタッフは植田紳爾。

### 12月8日 - 12月13日
公演場所は仙台。
併演は『松竹梅』と『サンライズ・アゲイン』。
主なスタッフは植田紳爾。

## 1988年・花組
- 正式名称はミュージカル・プレイ[5]『春ふたたび[5]』 1幕[5]
- 9月30日 - 11月8日、宝塚大劇場公演[5]
- 併演は『宝塚をどり讃歌'88[5]』と『フォーエバー!タカラヅカ[5]』

### 物語
※宝塚100年史の舞台編を参考にした。
出雲の国の領主・藤原道忠は見回りに来た村で「この地で古くから伝わる八重垣という歌と踊りをみせてほしい」と村人たちに所望する。道忠には生き別れの母がいた。村はずれに住む乞食のお婆・やすがそれらしい歌を知っているとの話となり、やすが道忠の前に呼ばれていたのだが・・・。

### スタッフ
- 作・演出：植田紳爾[5]
- 振付：花柳寿楽[5]
- 作曲・編曲：寺田瀧雄[5]
- 音楽指揮：野村陽児[5]
- 装置：渡辺正男[5]
- 衣装：所治梅[5]、中川菊枝[5]
- 照明：今井直次[5]
- 小道具：上田特市[5]
- 効果：扇野信夫[5]
- 音響監督：松永浩志[5]
- 演出指導：美吉左久子[5]
- 舞台進行：馬場弘和[5]
- 演出助手：谷正純[5]、木村信司[5]
- 制作：高野賢一[5]

### 主な出演（配役も含む）
- 藤原道忠：朝香じゅん[5]
- やす：麻月鞠緒[5]
- 左衛門：宝純子[5]
- かつら：北小路みほ[5]
- 三郎次：安寿ミラ[5]
- 与五：真矢みき[5]
- よの：梢真奈美[5]
- きの：華陽子[5]

## 1989年・花組
- 正式名称はミュージカル・プレイ[7]『春ふたたび[7]』
- 9月9日 - 10月1日[7]
- 併演は『ザ・レビュースコープ'89[7]』

### 公演日と公演場所
- 9月9日　豊田[7]
- 9月10日　刈谷[7]
- 9月12日　町田[7]
- 9月13日　武蔵村山[7]
- 9月16日　調布[7]
- 9月17日　多摩[7]
- 9月19日　柏[7]
- 9月20日　市原[7]
- 9月22日　仙台[7]
- 9月23日　多賀城[7]
- 9月24日　小山[7]
- 9月26日　守山[7]
- 9月28日　半田[7]
- 9月29日　四日市[7]
- 9月30日　尾西[7]
- 10月1日　犬山[7]

### 主な出演（配役も含む）
- 藤原道忠：朝香じゅん[7]
- やす：麻月鞠緒[7]
- 左衛門：磯野千尋[7]
- かつら：北小路みほ[7]
- 与五：真矢みき[7]
- よの：月丘千景[8]
- きの：香坂千晶[8]

## 1998年・花組
- 正式名称はミュージカル・プレイ[9]『春ふたたび』
- 10月31日 - 11月18日[10]
- 作・演出は植田紳爾[9]
- 併演は『サザンクロス・レビュー[9]』

### 公演日と公演場所
- 10月31日　鳥取県立県民文化会館[10]
- 11月2日・3日　市川市文化会館[10]
- 11月4日　グリーンホール相模大野[10]
- 11月6日　広島郵便貯金会館[10]
- 11月7日　はつかいち文化ホールさくらぴあ[10]
- 11月8日　徳山市文化会館[10]
- 11月10日　長崎ブリックホール[10]
- 11月12日　福岡市民会館[10]
- 11月13日　久留米市民会館[11]
- 11月14日・15日　九州厚生年金会館[9]
- 11月17日・18日　鹿児島県文化センター[9]

### 主な出演（配役も含む）
- 藤原道忠：愛華みれ[9]
- やす：城火呂絵[9]
- 与五：匠ひびき[9]
- よの：渚あき[9]
- きの：鈴懸三由岐[9]
- 三郎次：春野寿美礼[9]

## 2003年
- バウ・ワークショップの演目の一つ[12]
- 宝塚バウホール公演[12]

### 宙組
- 1月2日 - 1月10日[13]
- 併演は『おーい春風さん[13]』

#### スタッフ
- 作：植田紳爾[13]
- 演出：川上正和[13]
- 作曲・編曲：寺田瀧雄[13]、吉田優子[13]
- 振付：若央りさ[13]
- 装置：新宮有紀[13]
- 衣装：河底美由紀[13]
- 照明：西川佳孝[13]
- 音響：木多美生[13]
- 小道具：中井伊津夫[13]
- 演技指導：大路三千緒[13]
- 演出助手：小柳奈穂子[13]
- 舞台進行：恵見和弘[13]
- 舞台美術制作：株式会社 宝塚舞台[13]
- 録音演奏：宝塚ニューサウンズ[13]
- 制作：北野清[13]

#### 主な出演（配役も含む）
- 藤原道忠：遼河はるひ[13]
- やす：出雲綾[13]
- 左衛門：箙かおる[13]
- かつら：美風舞良[13]
- 三郎次：月丘七央[13]
- 歌う村の女：彩乃かなみ[13]
- 与五：悠未ひろ[13]
- 三太：珠洲春希[13]
- 平六：十輝いりす[13]
- ちや：高宮里菜[13]
- よの：音乃いづみ[13]
- 吾作：和涼華[13]
- きの：花影アリス[13]

### 月組
- 1月28日 - 2月4日[14]
- 併演は『恋天狗[14]』

#### スタッフ
- 作：植田紳爾[14]
- 演出：児玉明子[14]
- 作曲・編曲：寺田瀧雄[14]、吉田優子[14]
- 振付：山村若[14]
- 装置：新宮有紀[14]
- 衣装：河底美由紀[14]
- 照明：氷谷信雄[14]
- 音響：木多美生[14]
- 小道具：中井伊津夫[14]
- 演技指導：大路三千緒[14]
- 演出助手：荻田浩一[14]
- 舞台進行：赤坂秀雄[14]
- 舞台美術制作：株式会社 宝塚舞台[14]
- 録音演奏：宝塚ニューサウンズ[14]
- 制作：木村康久[14]

#### 主な出演（配役も含む）
- 藤原道忠：月船さらら[14]
- やす：城火呂絵[14]
- 左衛門：光樹すばる[14]
- ちや：芽夢ちさと[14]
- かつら：宝生ルミ[14]
- 平六：麻吹由衣加[14]
- 三郎次：青樹泉[14]
- よの：城咲あい[14]
- 三太：夏輝れお[14]
- 歌う女：青葉みちる[14]
- 吾作：姿樹えり緒[14]
- きの：美夢ひまり[14]
- 与五：白鳥かすが[14]

### 雪組
- 3月1日 - 3月9日[14]
- 併演は『恋天狗[14]』

#### スタッフ
- 作：植田紳爾[14]
- 演出：大野拓史[14]
- 作曲・編曲：寺田瀧雄[14]、吉田優子[14]
- 振付：山村若[14]
- 装置：新宮有紀[14]
- 衣装：河底美由紀[14]
- 照明：西川佳孝[14]
- 音響：木多美生[14]
- 小道具：中井伊津夫[14]
- 演技指導：美吉左久子[14]
- 演出助手：児玉明子[14]
- 舞台進行：表原渉[14]
- 舞台美術制作：株式会社 宝塚舞台[14]
- 録音演奏：宝塚ニューサウンズ[14]
- 制作：樫原幸英[14]

#### 主な出演（配役も含む）
- 藤原道忠：壮一帆[14]
- やす：高ひづる[14]
- 左衛門：飛鳥裕[14]
- かつら：愛耀子[14]
- 与五：聖れい[14]
- よの：山科愛[14]
- 平六・カゲソロ：奏乃はると[14]
- 吾作：柊巴[14]
- 歌う村の女：湖城ゆきの[14]
- 三太：宙輝れいか[14]
- ちや：涼花リサ[14]
- きの：麻倉ももこ[14]
- 三郎次：凰稀かなめ[14]